# Grønlandsministeriet
Grønlandsministeriet (eller Ministeriet for Grønland) var et dansk ministerium, der bestod fra 1960 til 1987.[kilde mangler]
Før og efter var opgaver, der havde med Grønland at gøre, lagt under de relevante fagministerier. Administrationen af Grønland fra dansk side ligger under Statsministeriet.
Fra 1848 til 1960 var det Indenrigsministeriet, der koordinerede administrationen af Grønland. Efter 1987 er det statsministeriet, der koordinerer. 

## Grønlandsministre
- Johannes Kjærbøl første Grønlandsminister. 30 aug. 1955 – 28 maj 1957.
- Kai Lindberg afløste Johannes Kjærbøl, og var minister frem til 18. nov. 1960.
- Mikael Gam 18. november 1960 – 26. september 1964
- Carl P. Jensen 26. september 1964 – 2. februar 1968
- A.C. Normann 2. februar 1968 – 11. oktober 1971
- Knud Hertling 11. oktober 1971 – 19. december 1973
- Holger Hansen 19. december 1973 – 13. februar 1975
- Jørgen Peder Hansen 13. februar 1975 – 20. januar 1981
- Tove Lindbo Larsen 20. januar 1981 – 10. september 1982
- Tom Høyem 10. september 1982 – 1. september 1987
- Mimi Jakobsen 1. september – 10. september 1987

| Myndighed | Spire Denne artikel om en offentlig myndighed er en spire som bør udbygges. Du er velkommen til at hjælpe Wikipedia ved at udvide den. |